# Ouxpo
Ouxpo es una amalgama de movimientos artísticos franceses con carácter vanguardista, cercano a la Patafísica y basados en la imposición voluntaria de restricciones artísticas. Ouxpo es un acrónimo de Ouvroir d'X Potentielle (Taller de X Potencial), donde X es el nombre de un arte o similar. Es un membrete bajo el que se incluye Oulipo, Oubapo, Outrapo y otros. Ouvroir es un concepto asociado al trabajo y fue utilizado por Raymond Queneau en el sentido de trabajo artístico. Potentielle se refería a la capacidad o posibilidad de realizar algo siguiendo unas determinadas reglas. En cierto modo la expresión equivaldría a la elevación a la enésima potencia. 

## Historia
Fue creado en relación con el Colegio de Patafísica en 1960. El movimiento Oulipo es actualmente más conocido y el que mejor ha sobrevivido a la etapa de ocultación del Colegio de Patafisica.
Siguiendo con los deseos de François Le Lionnais y Raymond Queneau, los miembros de este grupo, esos trabajadores a la enÉsima potencia, habrían sido una prolongación para abarcar todas las artes. Cada uno de los artistas o creadores se dedicarían a un campo concreto del arte en el que analizarían los rasgos preexistentes e investigarían la potencialidad creativa de cada campo. La labor de coordinar este trabajo en las diferentes disciplinas correspondió primero a François Le Lionnais, luego a Noël Arnaud, y, finalmente, a Milie von Bariter.

## Subdivisiones
En orden de nacimiento: 
- Oulipopo, (littérature policière, literatura policial)
- OuPeinPo, (pintura)
- Outrapo, (tragicomedia)
- Oubapo, (bande dessinée, cómics)
- Ouhispo, (historia)
- Oumapo, (marionetas)
- Ouphopo, (photographie, fotografía)
- Oucipo, (cine)
- Ou'inpo, (informática)
- Ouca(ta)po, (catástrofe)
- Oupypo, (pygologie)
- Ouarchpo, (architecture, arquitectura)
- Oupolpot, (política)
- Ougrapo, (diseño gráfico)
- Oumypo, (MYspace)

Oumupo y Oucipo (MÚsica y CInematografía) nacieron en un momento muy temprano, pero las fechas son inciertas y probablemente experimentaron múltiples nacimientos. De hecho, mucho de estos movimientos parecen coexistentes. Por ejemplo, Oucuipo, dedicado a la cocina, fue creado de modo marginal para una actividad concreta.